# Захаровский сельсовет (Липецкая область)
Заха́ровский сельсове́т — сельское поселение в Воловском районе Липецкой области. 
Административный центр — село Захаровка.

## История
В соответствии с законом Липецкой области №114-оз «О наделении муниципальных образований в Липецкой области статусом городского округа, муниципального  района, городского и сельского поселения» от 2 июля 2004 года Захаровский сельсовет наделён статусом сельского поселения.

## Население
| 2010 | 2012  | 2013 | 2014 | 2015 | 2016 | 2017 |
| ---- | ----- | ---- | ---- | ---- | ---- | ---- |
| 971  | ↘921  | ↗933 | ↘907 | ↘876 | ↘838 | ↘836 |
| 2018 | 2021  |      |      |      |      |      |
| ↘826 | ↗1062 |      |      |      |      |      |

## Состав сельского поселения
| № | Населённый пункт | Тип населённого пункта       | Население |
| - | ---------------- | ---------------------------- | --------- |
| 1 | Александровка    | деревня                      | ↗127      |
| 2 | Алексеевка       | деревня                      | ↗167      |
| 3 | Алексеевка 2-я   | деревня                      | ↗23       |
| 4 | Большая Вершина  | деревня                      | ↗7        |
| 5 | Захаровка        | село, административный центр | ↗677      |
| 6 | Натальевка       | деревня                      | ↗85       |
| 7 | Новая Слободка   | деревня                      | ↗111      |